# Danthoniopsis parva
Danthoniopsis parva är en gräsart som först beskrevs av James Bird Phipps, och fick sitt nu gällande namn av Clayton. Danthoniopsis parva ingår i släktet Danthoniopsis, och familjen gräs. Inga underarter finns listade i Catalogue of Life.